# إسلام أبو قفة
إسلام أبو قفة (22 أبريل 1990 - ) هو لاعب كرة قدم مصري في مركز الوسط.

## وصلات خارجية
- إسلام أبو قفة على موقع قاعدة بيانات كرة القدم.إي يو (الإنجليزية)
- إسلام أبو قفة على موقع Soccerway.com (الإنجليزية)